# Teudis cordobensis
Teudis cordobensis är en spindelart som beskrevs av Mello-Leitao 1941. Teudis cordobensis ingår i släktet Teudis och familjen spökspindlar. Inga underarter finns listade i Catalogue of Life.